# ۱۵۰۸ (میلادی)
۱۵۰۸ (میلادی) هزار و پانصد  و هشتمین سال تقویم میلادی است.

## زادگان
- ۳۰ نوامبر – آندرا پالادیو، معمار ایتالیایی (د. ۱۵۸۰)

## درگذشتگان
- ۴ فوریه – کنراد تسلتس، کتابدار و نویسنده آلمانی (ز. ۱۴۵۹)